# Latastia
Latastia – rodzaj jaszczurek z rodziny jaszczurkowatych (Lacertidae).

## Zasięg występowania
Rodzaj obejmuje gatunki występujące w Afryce oraz w południowo-zachodniej części Półwyspu Arabskiego. 

## Systematyka

### Etymologia
Latastia: Fernand Lataste (1847–1934), francuski zoolog.

### Podział systematyczny
Do rodzaju należą następujące gatunki: 
- Latastia boscai Bedriaga, 1884
- Latastia caeruleopunctata Parker, 1935
- Latastia cherchii Arillo, Balletto & Spano, 1967
- Latastia doriai Bedriaga, 1884
- Latastia johnstonii Boulenger, 1907
- Latastia longicaudata (Reuss, 1834) – jaszczurka czerwona
- Latastia ornata Monard, 1940
- Latastia petersiana (Mertens, 1938)
- Latastia siebenrocki (Tornier, 1905)
- Latastia taylori Parker, 1942